# Slobodskoj
Slobodskoj (rusky Слободско́й) je město v Kirovské oblasti v Ruské federaci. Při sčítání lidu v roce 2010 měl bezmála čtyřiatřicet tisíc obyvatel.

## Poloha a doprava
Slobodskoj leží na pravém, západním břehu Vjatky, pravého přítoku Kamy v povodí Volhy. Je vzdálen přibližně pětatřicet kilometrů severovýchodně od Kirova, správního střediska oblasti. S tím je také spojen krátkou místní železniční tratí.

## Dějiny
Jako rok založení se uvádí rok 1505, kdy zde osadníci z moskevského velkoknížectví založili slobodu. Tomu předcházelo dobytí zdejšího území carem Ivanem III. v roce 1489.
Obci se později začalo říkat Slobodskoj gorodok. Když v roce 1599 získala status města, začala být nazývána už jen zkrátka Slobodskoj.
Koncem 18. století město prospívalo a těžilo ze své polohy na kupecké stezce mezi Sibiří a Archangelskem.
V letech 1899–1903 zde byl ve vyhnanství lotyšský básník Rainis.

### Rodáci
- Nikolaj Adolfovič Buš (1869–1941), botanik
- Alexandr Grin (1880–1932), spisovatel